# Malgesso
Malgesso (lombardul: Malzess) település Olaszországban, Varese megyében. Lakosainak száma 1210 fő (2023. január 1.). Malgesso Besozzo, Bregano, Bardello, Brebbia és Travedona-Monate községekkel határos.

## Népesség
A település népességének változása:
| Lakosok száma | 1310 | 1297 | 1210 |
|               | 2017 | 2018 | 2023 |